# ケベック州首相
ケベック州首相（仏: Premier ministre du Québec / Première ministre du Québec：前者は男性、後者は女性の場合）は、カナダのケベック州の州首相である。

## 選出過程と任命
ケベック州首相はケベック州内閣首班として、カナダ国王のケベック州における正統な代表者であるケベック州副総督によって任命される。大抵ケベック州議会の最大議席数を獲得した政党の党首が選出される。
ケベック州首相の役割は、州議会の施政方針演説にて政策の優先内容を決定することから開始する。与党を代表し州議会の多数を確保していることで、 総選挙における多数票を代表しているとされる。
英語では英語圏の州の首相と同様に「premier」と称するが、フランス語では「premier ministre」であり、連邦政府の首相と同じ官名となっている。

## 一覧
| 代 | 氏名                                              | 氏名（仏語表記）                 | 政党                 | 任期                            |
| -- | ------------------------------------------------- | -------------------------------- | -------------------- | ------------------------------- |
| 1  | ピエール・ジョゼフ・オリヴィエ・ショヴォー        | Pierre-Joseph-Olivier Chauveau   | 保守党               | 1867年7月15日 - 1873年2月25日   |
| 2  | ジェデオン・ウィメ                                | Gédéon Ouimet                    | 保守党               | 1873年2月27日 - 1874年9月22日   |
| 3  | シャルル・ブシェール・ド・ブシェルヴィユ（1期目） | Charles Boucher de Boucherville  | 保守党               | 1874年9月22日 - 1878年3月8日    |
| 4  | アンリ・ギュスターヴ・ジョリー・ド・ロビニエール  | Henri-Gustave Joly de Lotbinière | 自由党               | 1878年3月8日 - 1879年10月31日   |
| 5  | ジョゼフ・アドルフ・シャプロー                    | Joseph-Adolphe Chapleau          | 保守党               | 1879年10月31日 - 1882年7月31日  |
| 6  | ジョゼフ・アルフレッド・ムソー                    | Joseph-Alfred Mousseau           | 保守党               | 1882年7月31日 - 1884年1月23日   |
| 7  | ジョン・ジョーンズ・ロス                          | John Jones Ross                  | 保守党               | 1884年1月23日 - 1887年1月25日   |
| 8  | ルイ・オリヴィエ・タイヨン（1期目）               | Louis-Olivier Taillon            | 保守党               | 1887年1月25日 - 1887年1月29日   |
| 9  | オノレ・メルシエ                                  | Honoré Mercier                   | パルティ・ナシオナル | 1887年1月29日 - 1891年12月21日  |
| -  | シャルル・ブシェール・ド・ブシェルヴィユ（2期目） | Charles Boucher de Boucherville  | 保守党               | 1891年12月21日 - 1892年12月16日 |
| -  | ルイ・オリヴィエ・タイヨン（2期目）               | Louis-Olivier Taillon            | 保守党               | 1892年12月16日 - 1896年5月11日  |
| 10 | エドマンド・ジェームズ・フリン                    | Edmund James Flynn               | 保守党               | 1896年5月11日 - 1897年5月24日   |
| 11 | フェリックス・ガブリエル・マルシャン              | Félix-Gabriel Marchand           | 自由党               | 1897年5月24日 - 1900年9月25日   |
| 12 | シモン・ナポレオン・パラン                        | Simon-Napoléon Parent            | 自由党               | 1900年10月3日 - 1905年3月23日   |
| 13 | ロメール・グアン                                  | Lomer Gouin                      | 自由党               | 1905年3月23日 - 1920年7月9日    |
| 14 | ルイ・アレクサンドル・タシュロー                  | Louis-Alexandre Taschereau       | 自由党               | 1920年7月9日 - 1936年6月11日    |
| 15 | アデラール・ゴドブー（1期目）                     | Adélard Godbout                  | 自由党               | 1936年6月11日 - 1936年8月26日   |
| 16 | モーリス・デュプレシ（1期目）                     | Maurice Duplessis                | 国民同盟             | 1936年8月26日 - 1939年11月8日   |
| -  | アデラール・ゴドブー（2期目）                     | Adélard Godbout                  | 自由党               | 1939年11月8日 - 1944年8月30日   |
| -  | モーリス・デュプレシ（2期目）                     | Maurice Duplessis                | 国民同盟             | 1944年8月30日 - 1959年9月7日    |
| 17 | ポール・ソヴェ                                    | Paul Sauvé                       | 国民同盟             | 1959年9月11日 - 1960年1月2日    |
| 18 | アントニオ・バレット                              | Antonio Barrette                 | 国民同盟             | 1960年1月8日 - 1960年7月5日     |
| 19 | ジャン・ルサージュ                                | Jean Lesage                      | 自由党               | 1960年7月5日 - 1966年6月16日    |
| 20 | ダニエル・ジョンソン（父）                        | Daniel Johnson, Sr.              | 国民同盟             | 1966年6月16日 - 1968年9月26日   |
| 21 | ジャン＝ジャック・ベルトラン                      | Jean-Jacques Bertrand            | 国民同盟             | 1968年10月2日 - 1970年5月12日   |
| 22 | ロベール・ブラッサ（1期目）                       | Robert Bourassa                  | 自由党               | 1970年5月12日 - 1976年11月25日  |
| 23 | ルネ・レヴェック                                  | René Lévesque                    | ケベック党           | 1976年11月25日 - 1985年10月3日  |
| 24 | ピエール＝マルク・ジョンソン                      | Pierre-Marc Johnson              | ケベック党           | 1985年10月3日 - 1985年12月12日  |
| -  | ロベール・ブラッサ（2期目）                       | Robert Bourassa                  | 自由党               | 1985年12月12日 - 1994年1月11日  |
| 25 | ダニエル・ジョンソン（子）                        | Daniel Johnson Jr.               | 自由党               | 1994年1月11日 - 1994年9月26日   |
| 26 | ジャック・パリゾー                                | Jacques Parizeau                 | ケベック党           | 1994年9月26日 - 1996年1月29日   |
| 27 | リュシアン・ブシャール                            | Lucien Bouchard                  | ケベック党           | 1996年1月29日 - 2001年3月8日    |
| 28 | ベルナール・ランドリー                            | Bernard Landry                   | ケベック党           | 2001年3月8日 - 2003年4月29日    |
| 29 | ジャン・シャレ                                    | Jean Charest                     | 自由党               | 2003年4月29日 - 2012年9月19日   |
| 30 | ポリーヌ・マロワ                                  | Pauline Marois                   | ケベック党           | 2012年9月19日 - 2014年4月23日   |
| 31 | フィリップ・クイヤール                            | Philippe Couillard               | 自由党               | 2014年4月23日 - 2018年10月18日  |
| 32 | フランソワ・ルゴー                                | François Legault                 | ケベック未来連合     | 2018年10月18日 - 現職           |